# Nicole Rocklin
Pour les articles homonymes, voir Rocklin (homonymie).
Nicole Rocklin est une productrice de cinéma et de télévision américaine née le 29 août 1979 .

## Biographie
Nicole Rocklin grandit en Californie, mais fait des études d'histoire à l'Université du Wisconsin, dont elle sort diplômée en 2001. Après l'université, elle retourne en Californie, avec la volonté de travailler dans l'entertainment. Elle commence par collaborer à un cabinet juridique spécialisé, puis entre chez Jerry Bruckheimer Films. En 2009 elle fonde avec Blye Pagon Faust sa propre société de production Rocklin|Faust,,.

## Filmographie (sélection)
- 2008 : Middle of Nowhere (en) de John Stockwell
- 2015 : Spotlight de Tom McCarthy
- 2015 : L'Homme parfait (The Perfect Guy) de David M. Rosenthal

## Distinctions

### Récompenses
- Oscars 2016 : Oscar du meilleur film pour Spotlight

### Nominations
- BAFTA 2016 : British Academy Film Award du meilleur film pour Spotlight